# Saddleback Church
Die Saddleback Church (Saddleback Valley Community Church) ist eine baptistische Megachurch in Lake Forest, Orange County, Kalifornien. Die Gemeinde wurde 1980 vom Baptistenpastor Rick Warren gegründet, der sie bis im Jahr 2022 leitete. Sein Nachfolger wurde Pastor Andy Wood, und dessen Ehefrau Stacie wurde als Lehrpastorin berufen. Im Jahr 2021 gehörte sie mit etwa 30.000 Gottesdienstbesuchern zu den zehn größten Gemeinden der USA.

## Geschichte

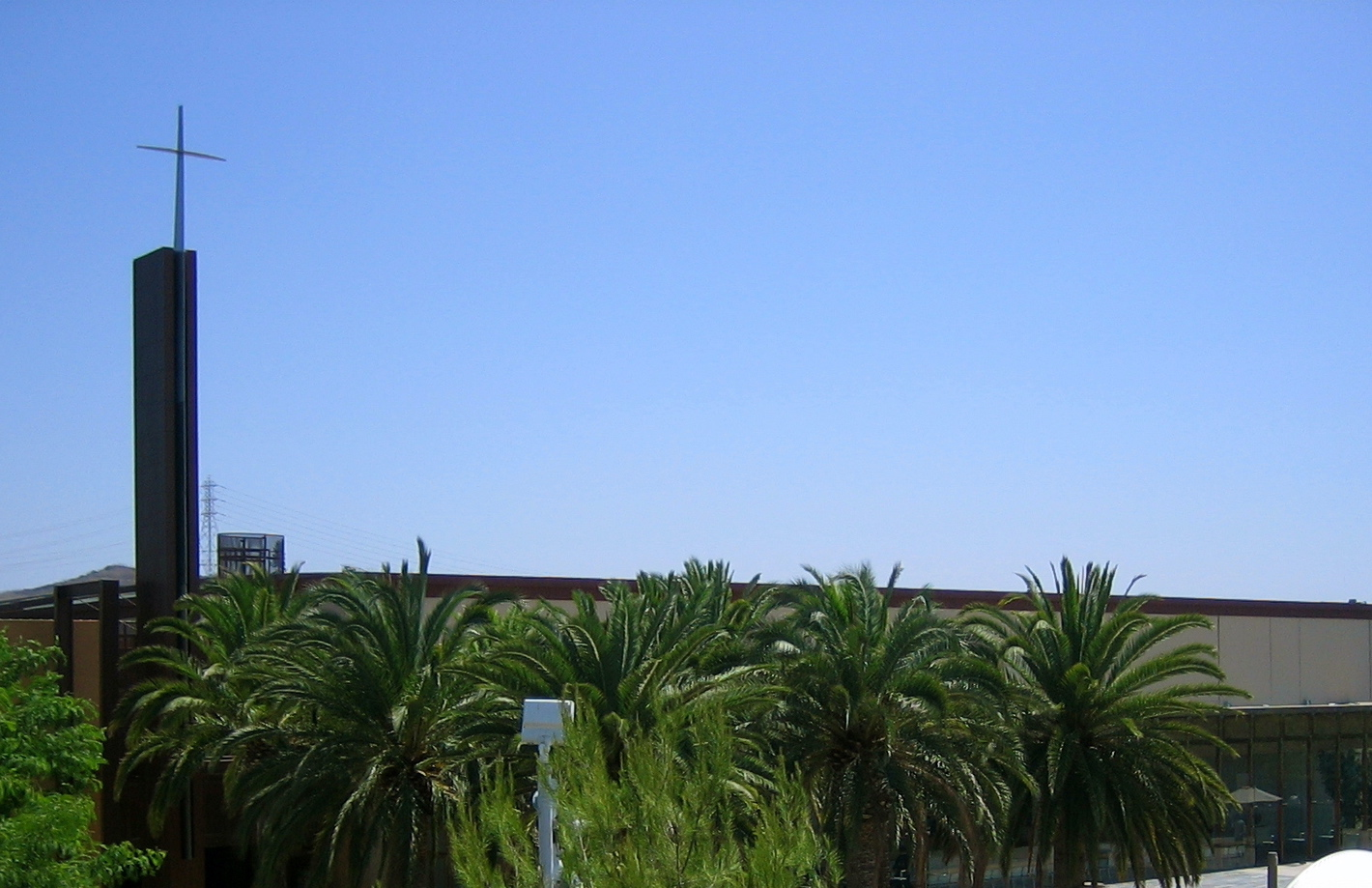
Saddleback Church Lake Forest

International bekannt wurden Rick Warren und seine Gemeinde durch den Bestseller Leben mit Vision (Originaltitel: The Purpose Driven Life), den er im Jahr 2002 geschrieben hatte. Er wurde in 137 Sprachen übersetzt, war in den Jahren 2003 bis 2005 das meistverkaufte Buch der Welt und wurde bis 2012 32 Millionen Mal gedruckt.
Bereits am 30. März 1980 fand ein erstes Treffen mit 50 Personen statt, und am 6. April 1980 an Ostern der erste öffentliche Gottesdienst mit 200 Besuchern im Laguna Hills High School Theater. Anfang der 1990er Jahre fanden 2.300 Gottesdienstbesucher in einem Zelt auf dem Lake Forest Campus Platz, bis 1995 schließlich ein fester Bau mit 3.500 Sitzplätzen fertiggestellt wurde. Inzwischen ist die Saddleback Church zu einer Megachurch gewachsen, mit Campus-Locations in Anaheim, Corona, Dana Point, Irvine North, Irvine South, Laguna Woods, Los Angeles, Newport Mesa, Rancho Capistrano, San Clemente, San Diego, South Bay und Yorba Linda.
Neben Kalifornien gibt es vier internationale Ableger: in Buenos Aires, Hong Kong, Manila und seit Oktober 2013 die erste Gemeinde in Europa in Berlin. Geleitet wird sie von Rob McGee. Gottesdienste finden in der Kalkscheune, einem Veranstaltungsort direkt hinter dem Friedrichstadtpalast, statt.
2023 schloss die Southern Baptist Convention die Saddleback Church aus, da sie auch weibliche Pastoren zulässt.
Weltweit gehörten im Jahr 2022 um die 200 Satellitenkirchen und elf Ausbildungsstätten zu Saddleback Church.

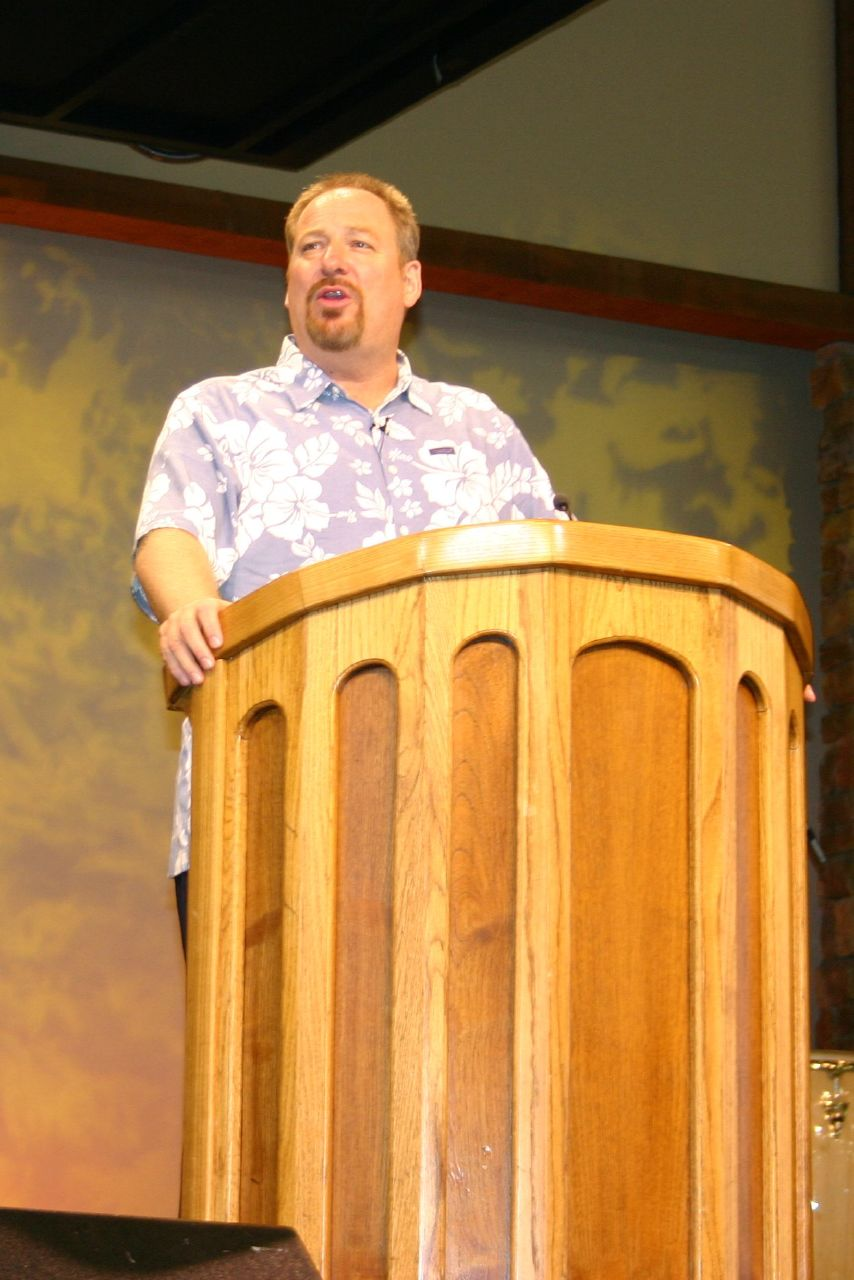
Rick Warren, Gründer der Saddleback Church

## Lehre und Organisation
Zentral für den Dienst der Gemeinde sind die fünf Säulen Gemeinschaft, Jüngerschaft, Dienst, Evangelisation und Anbetung, die Warren auch in seinem Buch Leben mit Vision darlegt. Sie war bis im Februar 2023 Mitglied der Southern Baptist Convention, danach wurde sie wegen Ordination von Frauen als Pastorinnen in den Jahren 2021 und 2022 von der Führung der südlichen Baptistenvereinigung ausgeschlossen.
Saddleback Church hatte 2021 über 1000 Kleingruppen und über 200 verschiedene Dienstgruppen, die in den Bereichen Kirche, Gottesdienste, lokale, nationale und internationale Gemeinschaft, Hilfe und Unterstützung, Sport, Kinder, Jugendliche und Erwachsene tätig sind. Seit Jahren legte sie großes Gewicht auf Weltmission, Evangelisation, soziales Engagement und tätige Nächstenliebe. Sie betreibt drei Lebensmittelverteilzentren in Orange County, womit 2.000 Familien versorgt werden können, und ist somit einer der größten Lebensmittelverteiler in Südkalifornien geworden. Aus diesen Erfahrungen der letzten Jahre hat sie das Programm PEACE entwickelt, um den großen, weltweiten Herausforderungen wie geistliches Vakuum, Egoismus der Leiter, Armut, Krankheit und Analphabetismus entgegenzutreten mit friedlichen Initiativen, Programmen und Aktivitäten in den Bereichen Gemeindeaufbau, Leiterschaftstraining, Armutsbekämpfung, medizinische Versorgung und Bildung.